# Monastero di Santa Chiara (film)
Monastero di Santa Chiara è un film drammatico del 1949, diretto da Mario Sequi, e il cui titolo è tratto dalla canzone popolare napoletana Munasterio 'e Santa Chiara. Rappresenta uno dei primi film della storia ad avere come tema l'Olocausto.
È conosciuto anche con il titolo Napoli ha fatto un sogno.

## Trama
La cantante ebrea Ester di Veroli, ha due ammiratori: Rudolf, l'ufficiale delle SS ed il napoletano Enrico. La fidanzata precedente di Rudolf, la tedesca Greta, gelosa di Ester, fa in modo che quest'ultima, che ha trovato rifugio presso un prete, venga arrestata.
Ma Rudolf, invece di condurla in prigione, l'affida alle suore del Monastero di Santa Chiara, che viene però distrutto da un bombardamento, così Ester va in cerca di Rudolf, ma cade in mano alla rivale e finisce in un campo di concentramento, dove fortunatamente è liberata grazie all'arrivo degli alleati. Viene così ospitata dal direttore del teatro che l'accompagnava al pianoforte e ritrova Enrico, che diventa ricco trattando loschi affari.
Ester viene però attirata in un tranello dalla rivale ed entrambe muoiono, uccise da colpi di armi da fuoco.

## Produzione
La pellicola è ascrivibile al filone melodrammatico-sentimentale (comunemente detto strappalacrime), molto popolare tra il pubblico italiano negli anni del secondo dopoguerra (in seguito ribattezzato dalla critica con il termine neorealismo d'appendice).

## Distribuzione
Il film fu distribuito nelle sale cinematografiche italiane il 20 marzo del 1949.

## Critica
Ennio Flaiano su Il Mondo del 12 marzo 1949 "Il film che Alberto Moravia ha voluto avallare con la sua presenza avrà certamente il successo di altri simili film di appendice. Viene dopo Monaca santa, dopo Nennella, dopo Io t'ho incontrata a Napoli. Non gli manca, di questi film, il faticoso respiro e la generosa grossolanità. Della commozione si fa un'arma che adopera senza ritegno. Espone un dissidio tra Amore e Dovere e lo risolve con un suicidio.

## Curiosità
- Le canzoni sono cantate da Ebe De Paulis.
- È il secondo film diretto da Mario Sequi dopo L'isola di Montecristo (1948) ed il secondo in assoluto interpretato da Nino Manfredi, qui doppiato da Stefano Sibaldi, dopo Torna a Napoli di Domenico Gambino (1949).
- Ester Di Veroli è un nome reale, non fittizio. Insieme a due sorelle, un fratello e i genitori fu salvata dall'ospitalità del fabbricante di reti Oberdan Bardoni.